# 2303 Retsina
A 2303 Retsina (ideiglenes jelöléssel 1979 FK) a Naprendszer kisbolygóövében található aszteroida. Paul Wild fedezte fel 1979. március 24-én.